# Jajara
Jajara (lat. Salpichroa), biljni rod iz porodice pomoćnica iz tropske i suptropske Amerike od jugozapadnog SAD-a do sjeverne Argentine i Urugvaja; naširoko je uzgajan i naturaliziran.
Sastoji se od 18 ili¸19 vrsta plugrmova, grmova i lijana, od kojih je jedna vrsta (Salpichroa origanifolia) uvezena u Europu (uključujući Hrvatsku, Australiju, Sjevernu Ameriku, sjevernu Afriku i Kavkaz

## Fitokemijska studija rodaSalpichroa
Fitokemijski je analizirano dvanaest svojti Salpichroa. Iz nadzemnih dijelova S. scandens izolirana su četiri poznata salpihrolida A, C, I, S i neprijavljeni vitanolid nazvan salpihrolid V (1). Kod S. dependens, S. gayi, S. glandulosa subsp. glandulosa, S. glandulosa subps. weddellii, S. leucantha, S. micrantha, S. microloba, S. proboscidea, S. ramosissima, S. tristis var. tristis, i S. weberbauerii, nisu pronađeni vitanolidi. Kemijski sadržaj ca. 85% taksona Salpichroa u skladu je s molekularnim studijama, koje sugeriraju da su Salpichroa i Jaborosa, rod koji se smatra morfološki bliskim Salpichroa, udaljeni u sustavu potporodice Solanoideae. Štoviše, in vitro citotoksična aktivnost skupa prirodnih salpihrolida i derivata ispitana je protiv dvije stanične linije karcinoma prostate (PC3 i LNCaP) i dvije stanične linije raka dojke kod ljudi (MCF-7 i T47D). Nekoliko spojeva pokazalo je umjerenu aktivnost (IC50 = 64,91 - 29,97 μm).

## Vrste
1. Salpichroa dependens (Hook.) Miers
2. Salpichroa didierana Jaub.
3. Salpichroa gayi Benoist
4. Salpichroa glandulosa (Hook.) Miers
5. Salpichroa hirsuta (Meyen) Miers
6. Salpichroa leucantha Pereyra, Quip. & S.Leiva
7. Salpichroa micrantha Benoist
8. Salpichroa microloba Keel
9. Salpichroa microphylla (Dunal) Keel
10. Salpichroa origanifolia (Lam.) Baill., origanasta jajara
11. Salpichroa proboscidea Benoist
12. Salpichroa ramosissima Miers
13. Salpichroa salpoensis S.Leiva
14. Salpichroa sanmiguelina S.Leiva
15. Salpichroa scandens Dammer
16. Salpichroa tristis Walp.
17. Salpichroa weberbaueri Dammer
18. Salpichroa weigendii S.Leiva, Jara & Barboza